# Siphonotus sumatranus
Siphonotus sumatranus är en mångfotingart som beskrevs av Filippo Silvestri 1895. Siphonotus sumatranus ingår i släktet Siphonotus och familjen koppardubbelfotingar. Inga underarter finns listade i Catalogue of Life.